# Белмонт, Альва
Альва Белмонт (англ. Alva Belmont, урождённая Альва Эрскин Смит — Alva Erskine Smith; 17 января 1853 — 26 января 1933) — известная фигура движения суфражисток, обладательница значительного состояния. В период с 1875 до 1896 года была известна как Альва Вандербильт. Она была примечательна своей энергией, интеллектом, твердыми убеждениями и готовностью бросать вызов условностям.
В 1909 году она основала «Лигу политического равенства», чтобы получить голоса для поддерживающих суфражисток политиков штата Нью-Йорк, писала статьи для газет, а также присоединилась к Национальной американской женской суфражистской ассоциации. Позже она создала собственную «Лигу политического равенства», чтобы найти широкую поддержку для суфражисток в районах по всему городу Нью-Йорк, и будучи президентом этой организации — она возглавила своё отделение на параде за избирательные права женщин в 1912 году. В 1916 году она была одним из основателей Национальной женской партии, и организовала первый, когда либо проводившийся, пикет перед Белым домом в январе 1917 года. Она была избрана президентом Национальной женской партии и находилась в этой должности до самой своей смерти.
Альва Белмот была замужем дважды: за влиятельным нью-йорским миллионером Уильямом Киссамом Вандербильтом, от которого у неё было трое детей, и за Оливером Белмонтом. Альва Белмонт были известна за свои строительные проекты, включая: Пети-Шато в Нью-Йорке, Марбл-Хаус в Ньюпорте штата Род-Айленд, Белмонт-Хаус в Нью-Йорке, Брукхолт на Лонг-Айленде и Бикон-тауэрс в Сэндс-Пойнт.
В «День равной оплаты труда» 12 апреля 2016 года Альва Белмонт была удостоена чести быть отмеченной, когда президент Барак Обама объявил дом-музей Альвы Белмонт «Национальным памятником равенства женщин Белмонт-Пол» в Вашингтоне.
C 1918 года владела замком Бикон-тауэрс на побережье Лонг-Айленда.
В 1875 году вышла замуж за Уильяма Киссэма Вандербильта, от брака с которым имела троих детей:
- Консуэло (1877—1964), вышла замуж за 9-го герцога Мальборо,
- Уильям Киссем II (1878—1944),
- Гарольд Стирлинг (1884—1970).

После развода с Уильямом Киссэмом, заключила брак с Оливером Хезардом Перри Бельмонтом, старым другом её первого мужа.
Похоронена на кладбище Вудлон.